# Daniel Défago
Daniel Défago (24 aprile 1980) è un ex sciatore alpino svizzero.

## Biografia
Specialista delle prove tecniche originario della stazione sciistica di Morgins, fratello di Didier, a sua volta sciatore alpino, e attivo dal marzo del 1996, Daniel Défago esordì in Coppa Europa il 20 gennaio 1998 a Grimentz in slalom gigante e in Coppa del Mondo il 5 febbraio 2000 a Todtnau nella medesima specialità, in entrambi i casi senza completare la gara. Nello stesso mese ai Mondiali juniores di Québec 2000 si aggiudicò la medaglia d'oro nello slalom speciale.
Nel 2001 ottenne il miglior piazzamento in Coppa del Mondo, il 14 gennaio a Wengen in slalom speciale (18º), e conquistò l'unica vittoria in Coppa Europa, nonché unico podio, il 17 febbraio a Bad Wiessee nella medesima specialità. Prese per l'ultima volta il via in Coppa del Mondo il 24 novembre 2002 a Park City in slalom speciale, senza completare la prova, e la sua ultima gara in carriera fu uno slalom speciale FIS disputato il 19 dicembre 2002 a Grimentz: il giorno successivo Défago si infortunò gravemente alla gamba destra durante un allenamento a Zermatt e non tornò più alle competizioni. Non prese parte a rassegne olimpiche o iridate.

## Palmarès

### Mondiali juniores
- 1 medaglia:
  - 1 oro (slalom speciale a Québec 2000)

### Coppa del Mondo
- Miglior piazzamento in classifica generale: 122º nel 2001

### Coppa Europa
- Miglior piazzamento in classifica generale: 19º nel 2002
- 1 podio:
  - 1 vittoria

#### Coppa Europa - vittorie
| Data             | Località    | Paese    | Specialità |
| ---------------- | ----------- | -------- | ---------- |
| 17 febbraio 2001 | Bad Wiessee | Germania | SL         |

Legenda:

SL = slalom speciale